# Bertil Karlén

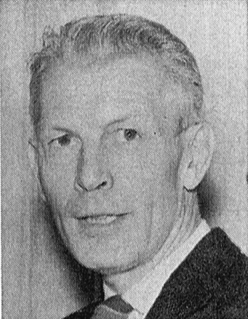
Bertil Karlén

Erik Bertil Karlén, född 22 februari 1912, död 26 mars 1991, var en svensk arkitekt. Hans arkitektur präglade många områden från 1940-, 50-, och 60-talen i Stockholms förorter.

## Kaserner i Sörentorp
Efter sin utbildning till arkitekt på KTH under 1930-talet fick Karlén 1940 en anställning som arkitekt vid Fortifikationsstyrelsens Kasernbyrå. Ett av hans stora arbeten vid denna tid var att formge bebyggelsen för Svea Livgarde i Sörentorp, Solna kommun, som stod färdig 1946. Han gav byggnaderna en  enkel men omsorgsfull arkitektur. Bebyggelsen har övervägande rött murtegel som fasadmaterial. Några har tegel i kombination med mörklaserad träpanel. Två större hallbyggnader, som idag nyttjas som idrottshall uppfördes i en konstruktion av träbågar med välvda tak. Efter 1970 hade Polishögskolan sin utbildning i lokalerna.

Sörentorps kasernområde
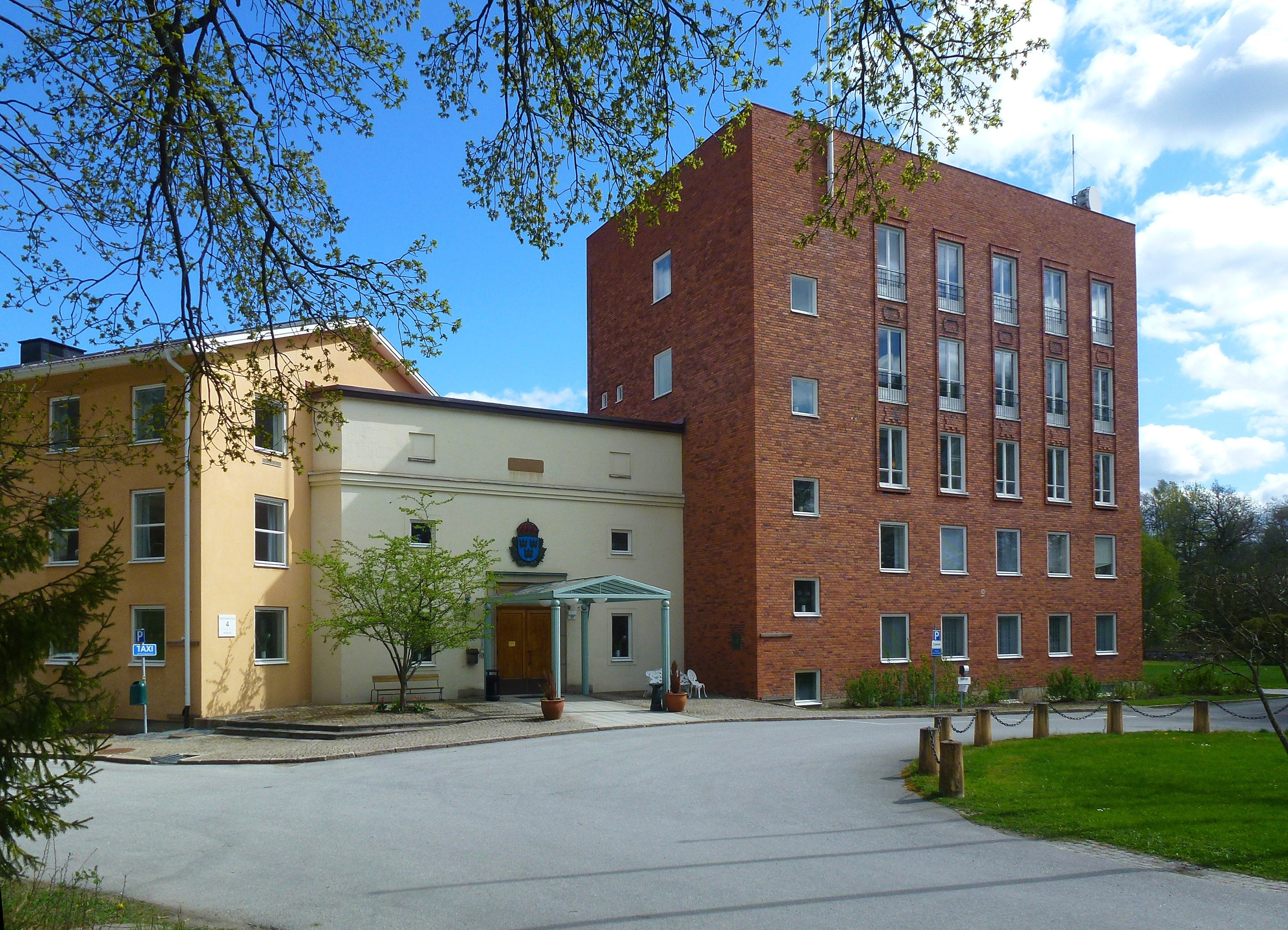
Administration
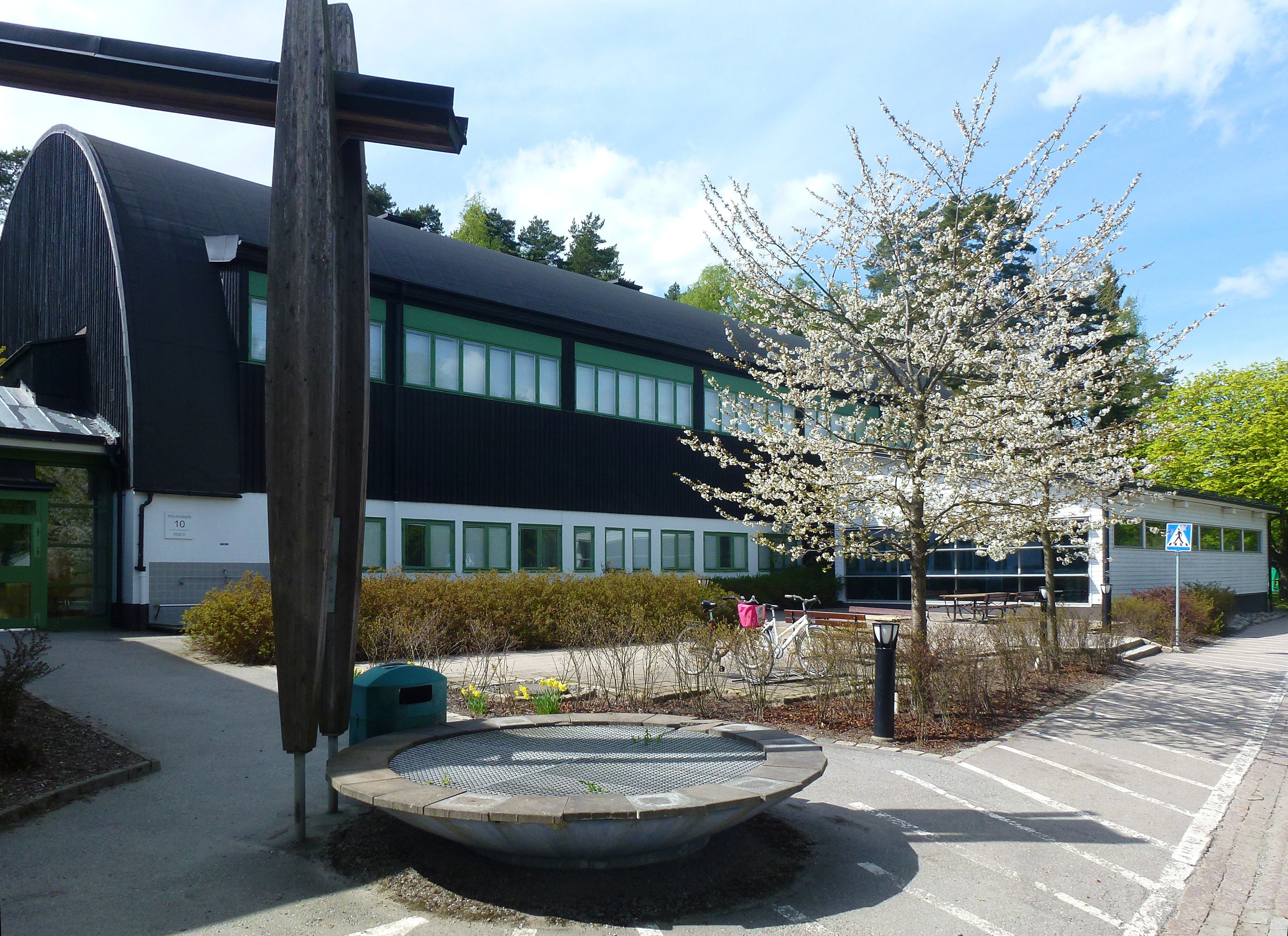
Idrottshall
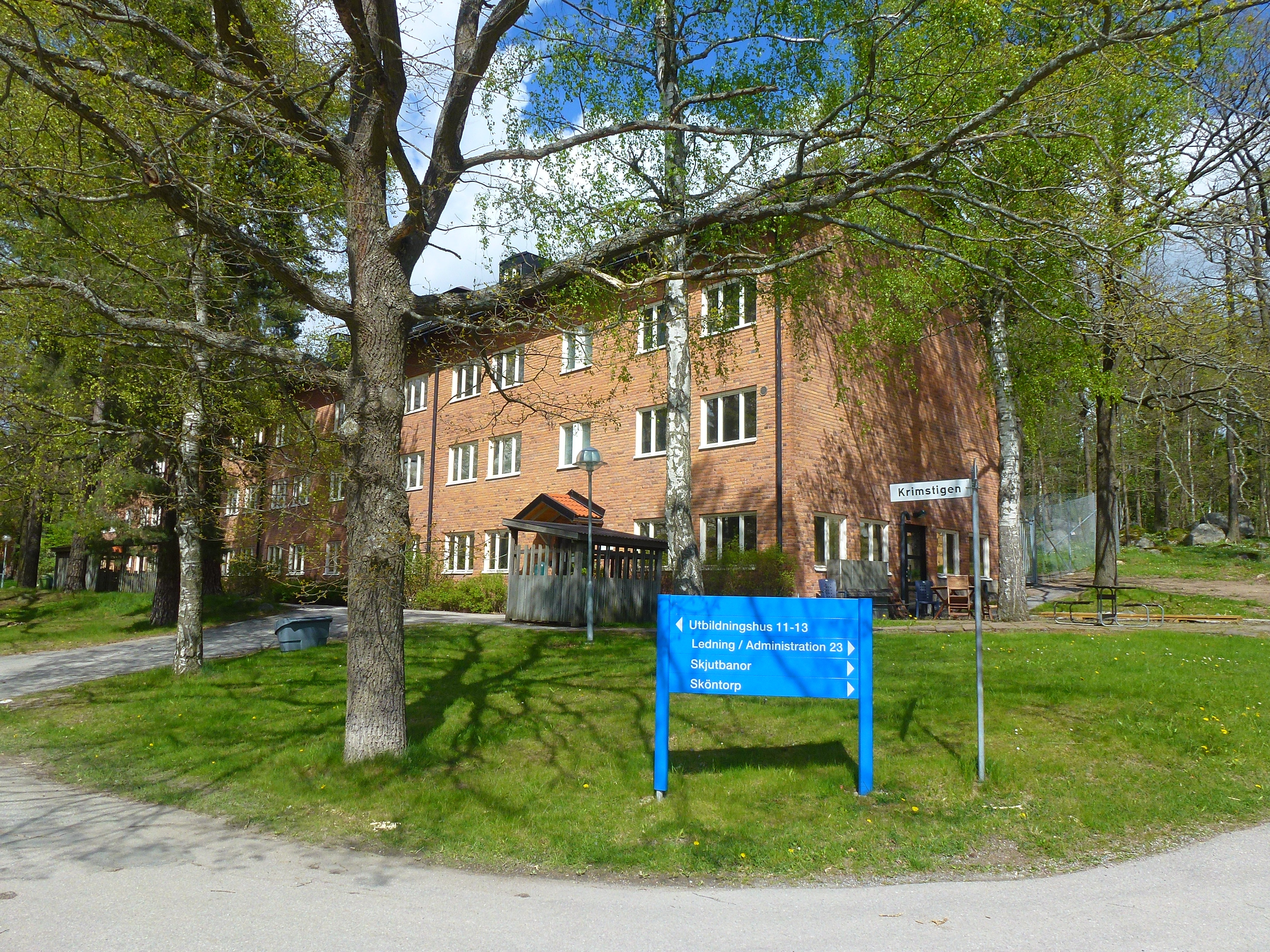
Utbildning
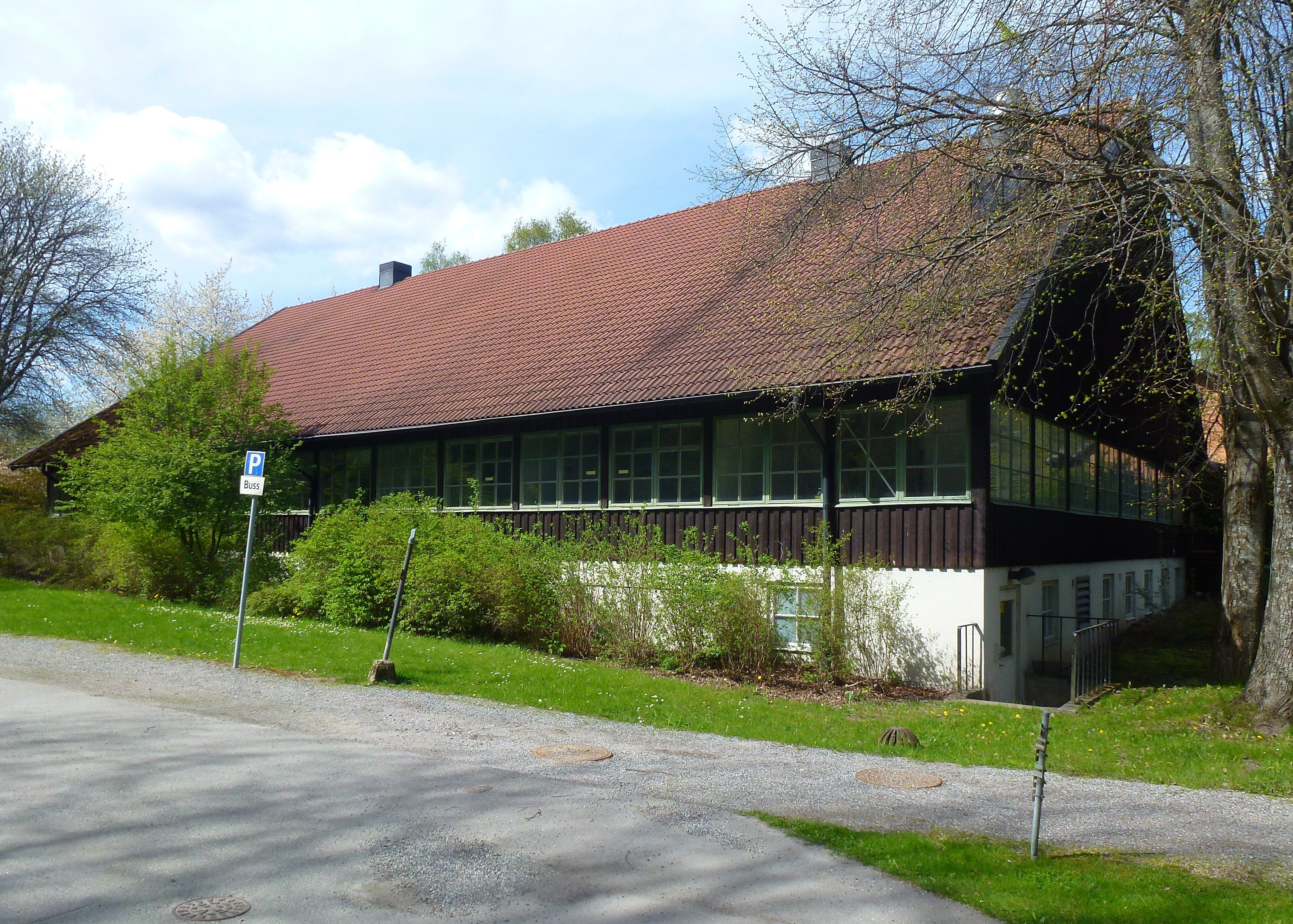
Bibliotek

## Förortsbebyggelse

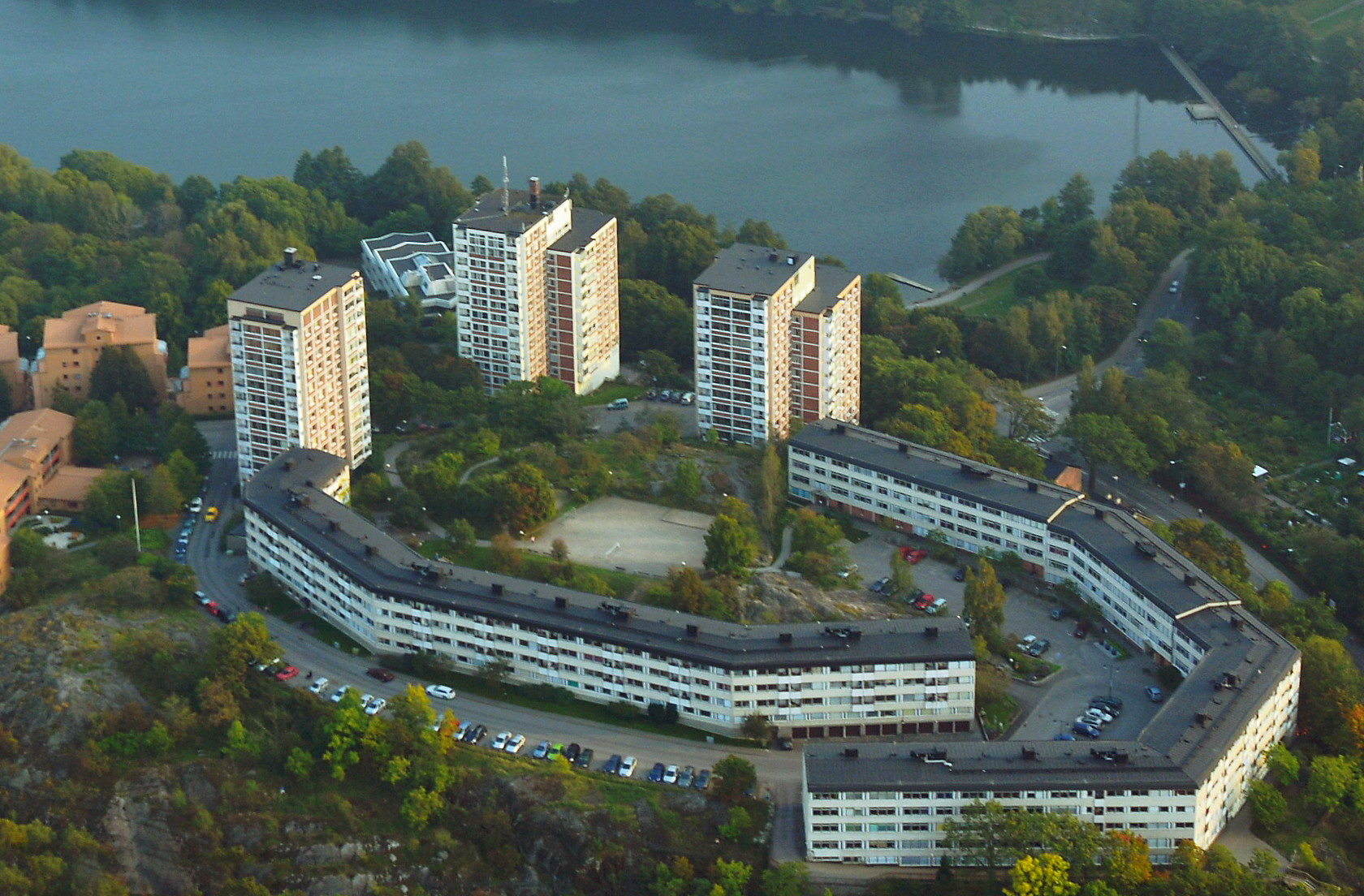
Kvarteret Ljuskronan och Ljussaxen i Gröndal byggda mellan 1958 och 1972.

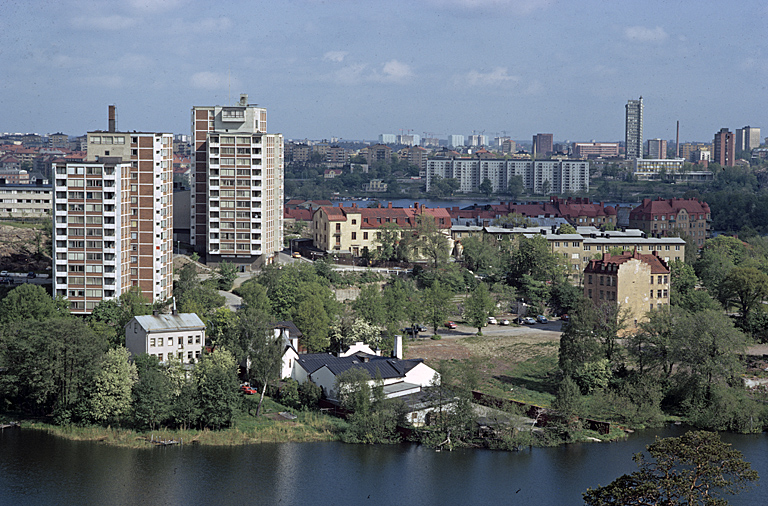
Punkthusen "Ljussaxen" och området Nynäs, Gröndal i början av 1970-talet.

På 1950-talet var Bertil Karlén anställd på Stockholms stadsbyggnadskontor  där han stod bakom hela eller delar av stadsplaneringen för bland annat Hökarängen, Vällingby och Hässelby. Vid samma tid bildade han tillsammans med Ralph Wikner Bertil Karlén & Ralph Wikner Arkitektkontor. Kontoret stod för en lång rad byggnader i Stockholms förorter. Han etablerade även ett samarbete med Josef Stäck. Här kan nämnas de så kallade Radiohusen, ett område med 32 radhus i Hässelby strand som han ritade tillsammans med Stäck och som stod klart 1958. I radhusen bosatte sig flera svenska radioprofiler, därav smeknamnet Radiohusen. 
Kvarteret Ljuskronan och Ljussaxen i Gröndal uppfördes mellan 1958 och 1972 på Sannadalsbergets platå norr om sjön Trekanten. Bostadsområdet består av ett ringformat trevåningskomplex (Ljuskronan) som accentueras av tre punkthus (Ljussaxen) med 13 våningar i sydöstra hörnet. Låghusen fick putsade fasader medan punkthusens fasader utfördes i tegelklädda betongelement som artikuleras av vertikala och horisontella listverk i vitmålad betong och som inramar varje fönster. Höghusen i Ljuskronan och Ljussaxen har blivit ett välkänt inslag i Gröndals stadsbild och är grönmärkta av Stadsmuseet i Stockholm vilket innebär ”att de representerar ett högt kulturhistoriskt värde och är särskilt värdefulla från historisk, kulturhistorisk, miljömässig eller konstnärlig synpunkt”.
I Farsta strand står sju punkthus uppförda 1959-66 och ritade av Karlén & Wikner med Svenska Bostäder som beställare. Även här placerades bebyggelsen på en höjd som kan ses lågt över Farsta strand. De är typiska för sin tidsepok och blev grönklassade av Stockholms stadsmuseum, vilket innebär ”bebyggelse som är särskilt värdefull från historisk, kulturhistorisk, miljömässig eller konstnärlig synpunkt”.
I början av 1960-talet uppfördes fastigheten Toppsockret 1 i Hökarängen. Här ritade Karlén & Wikner ett nästan cirkelrunt lamellhus som kallas i folkmun för "Kriglan". Beställare var HSB. Innergården är bilfri med lekplats, frukt- och lövträd. Anläggningen är gulmarkerad av Stockholms stadsmuseum vilket betyder "bebyggelse av positiv betydelse för stadsbilden och/eller av visst kulturhistoriskt värde". I ramen för miljonprogrammet ritade Karlén & Wikner 14 skivhus längs Ålgrytevägen och Stora Sällskapets väg i Bredäng (1963-1972).

## Bilder

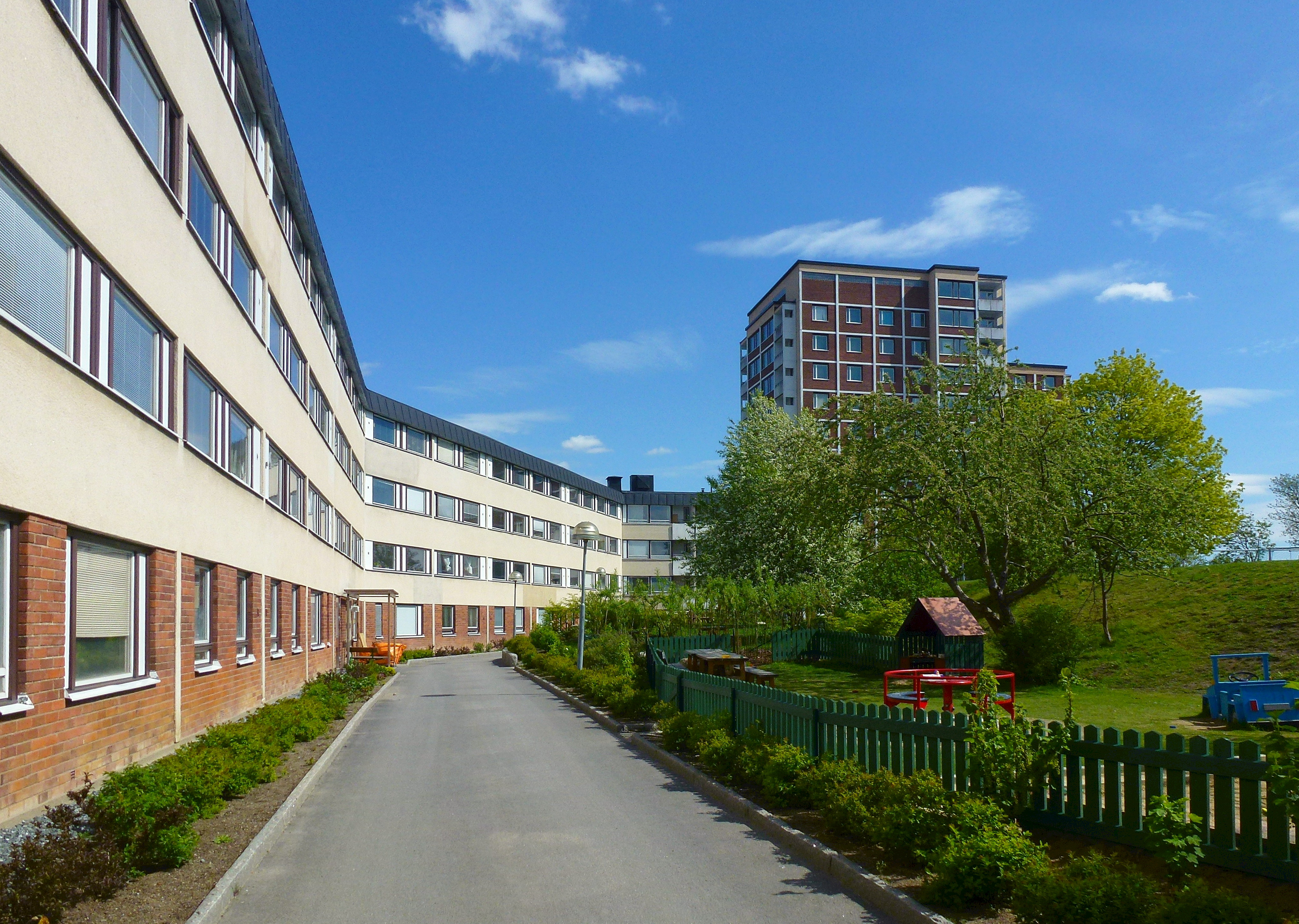
Ljuskronan, Gröndal (låghus)
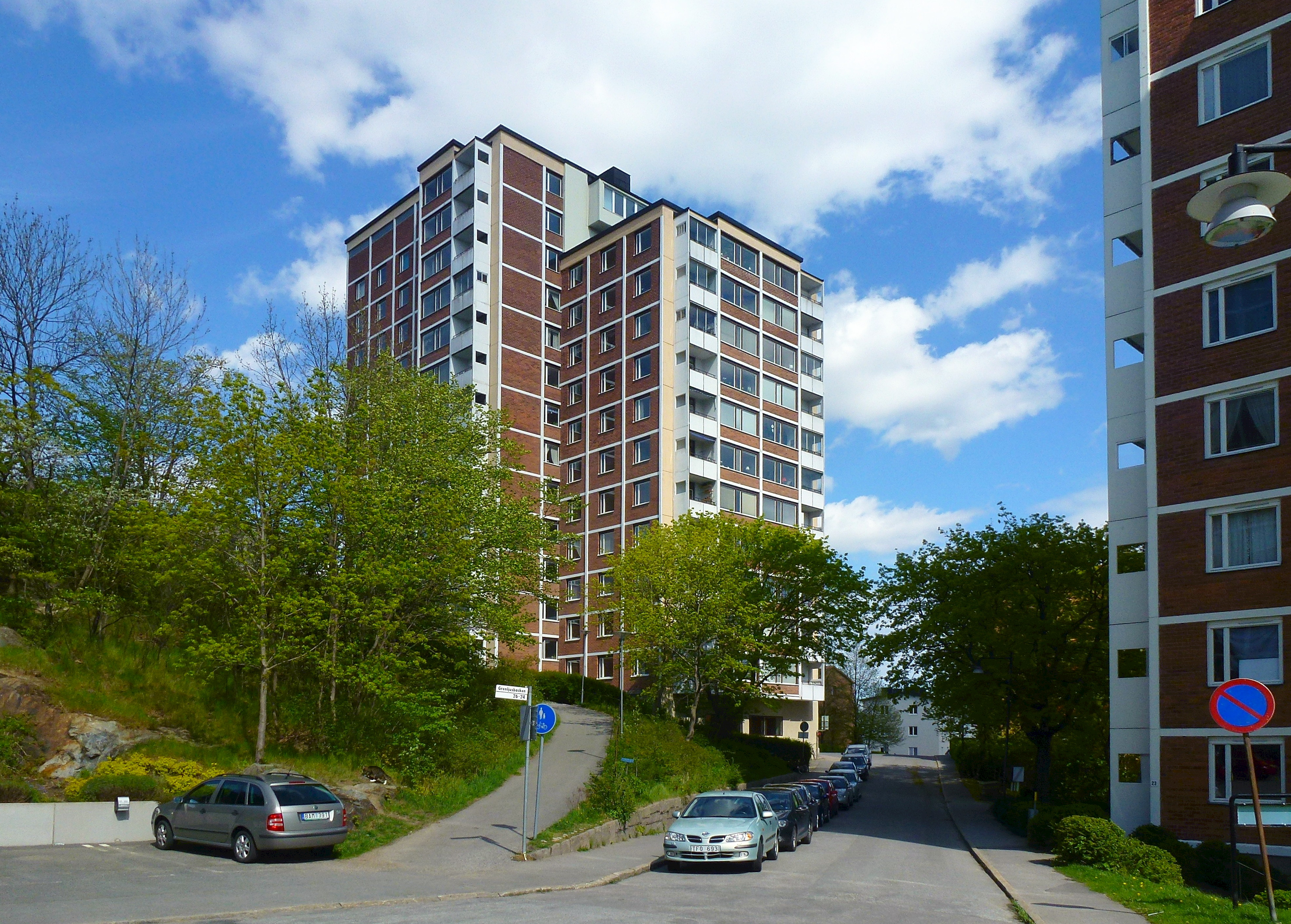
Ljussaxen, Gröndal (höghus)
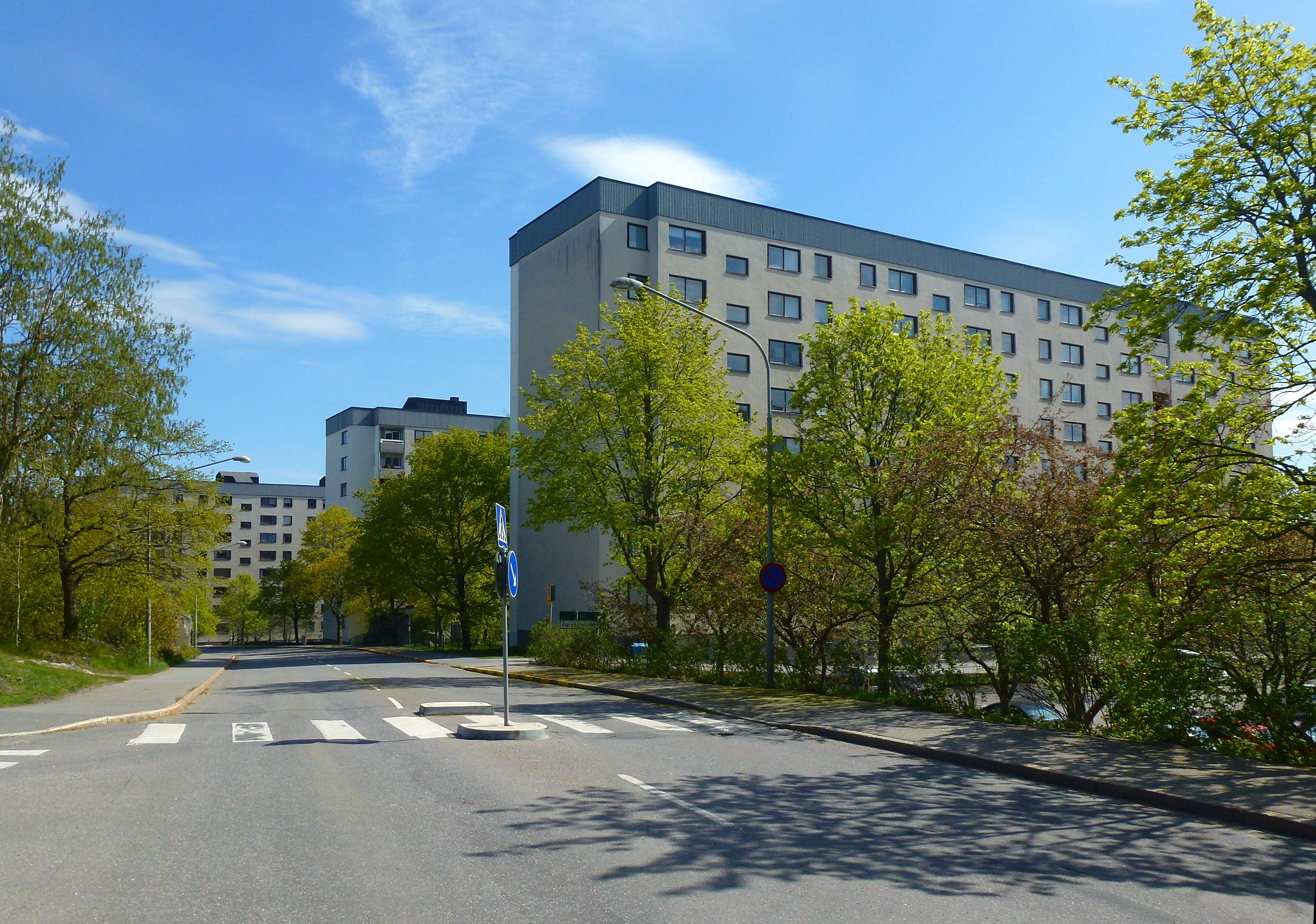
Ålgrytevägen, Bredäng
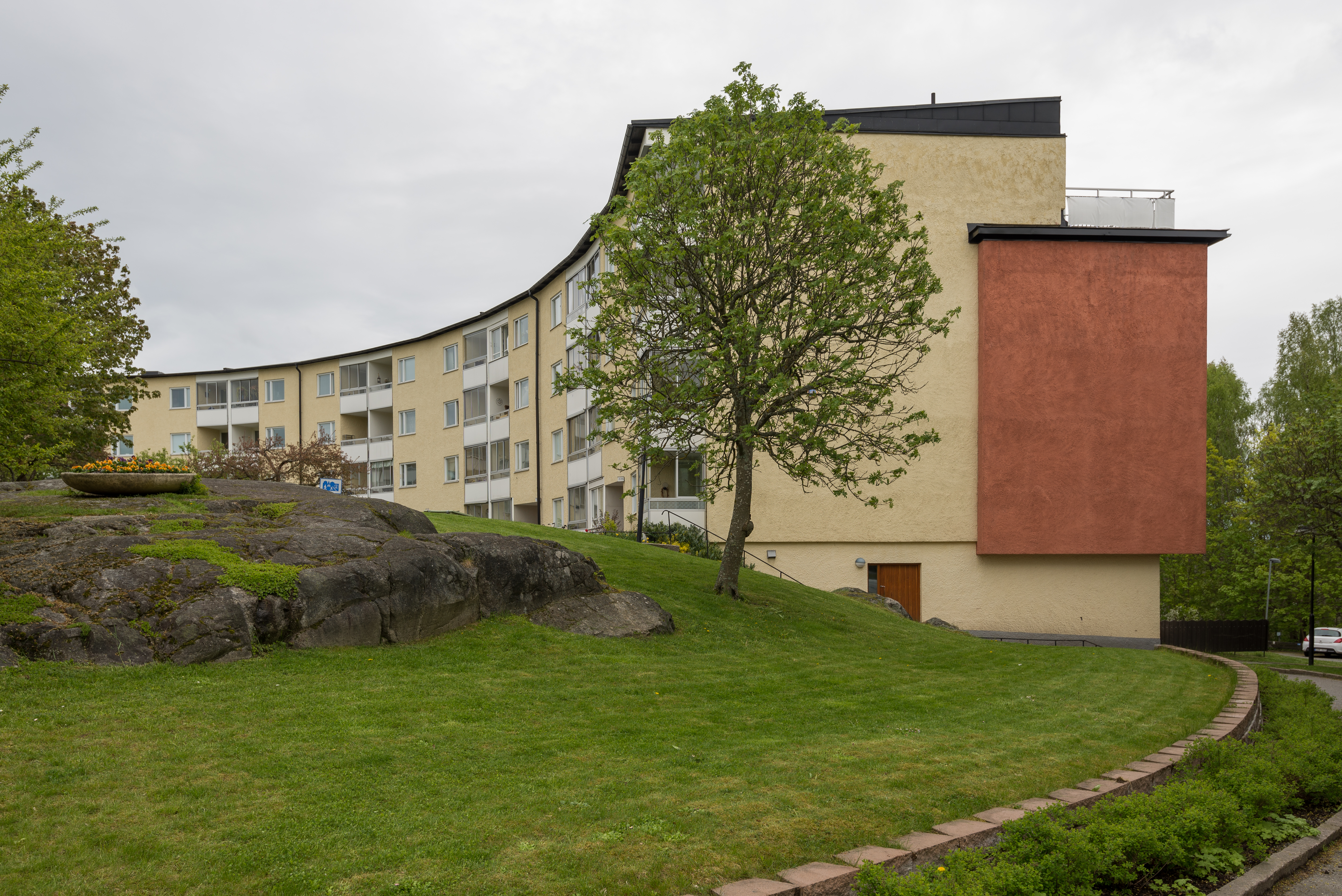
Toppsockret, Hökarängen

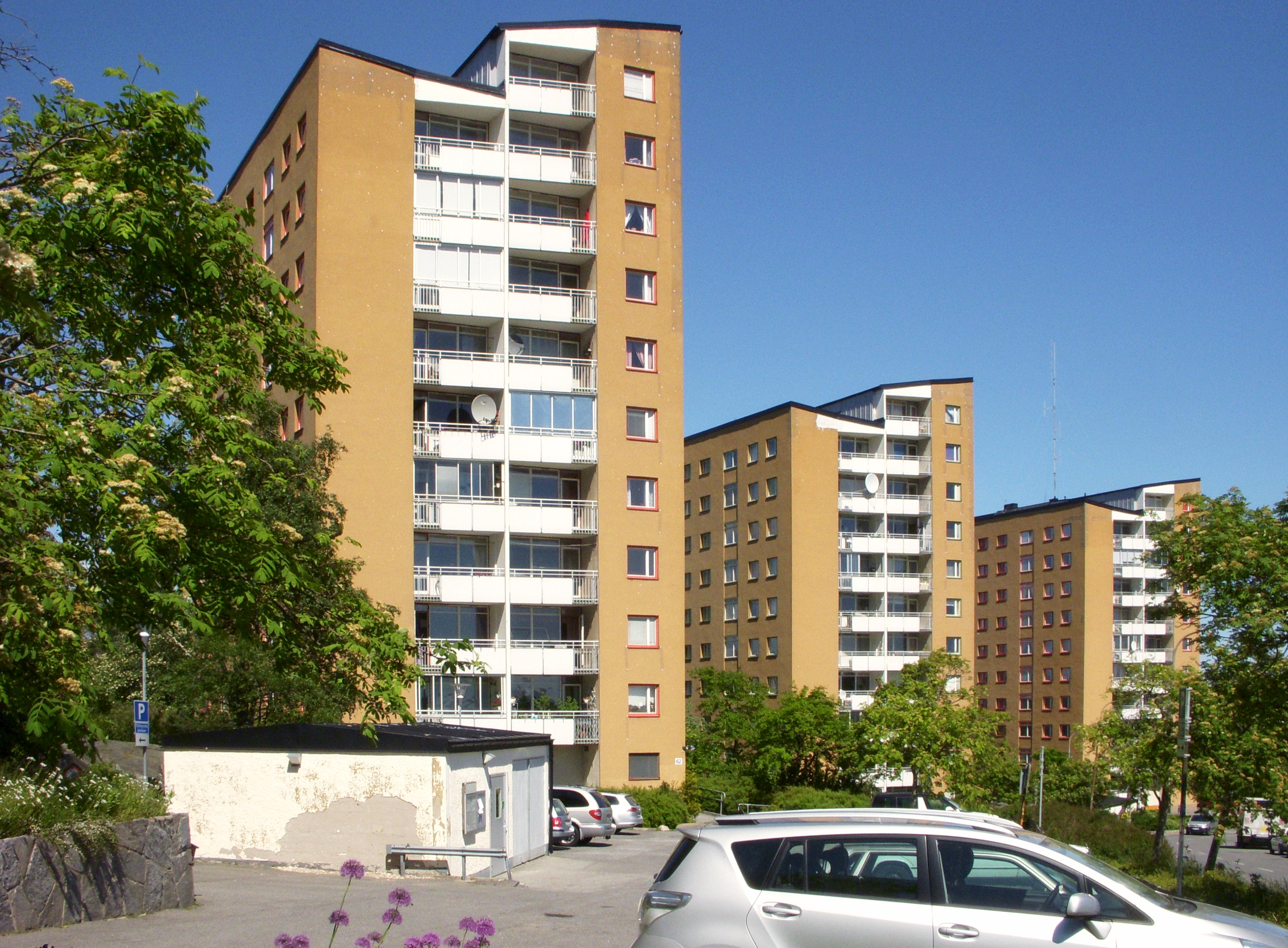
Sju punkthus, Farsta strand
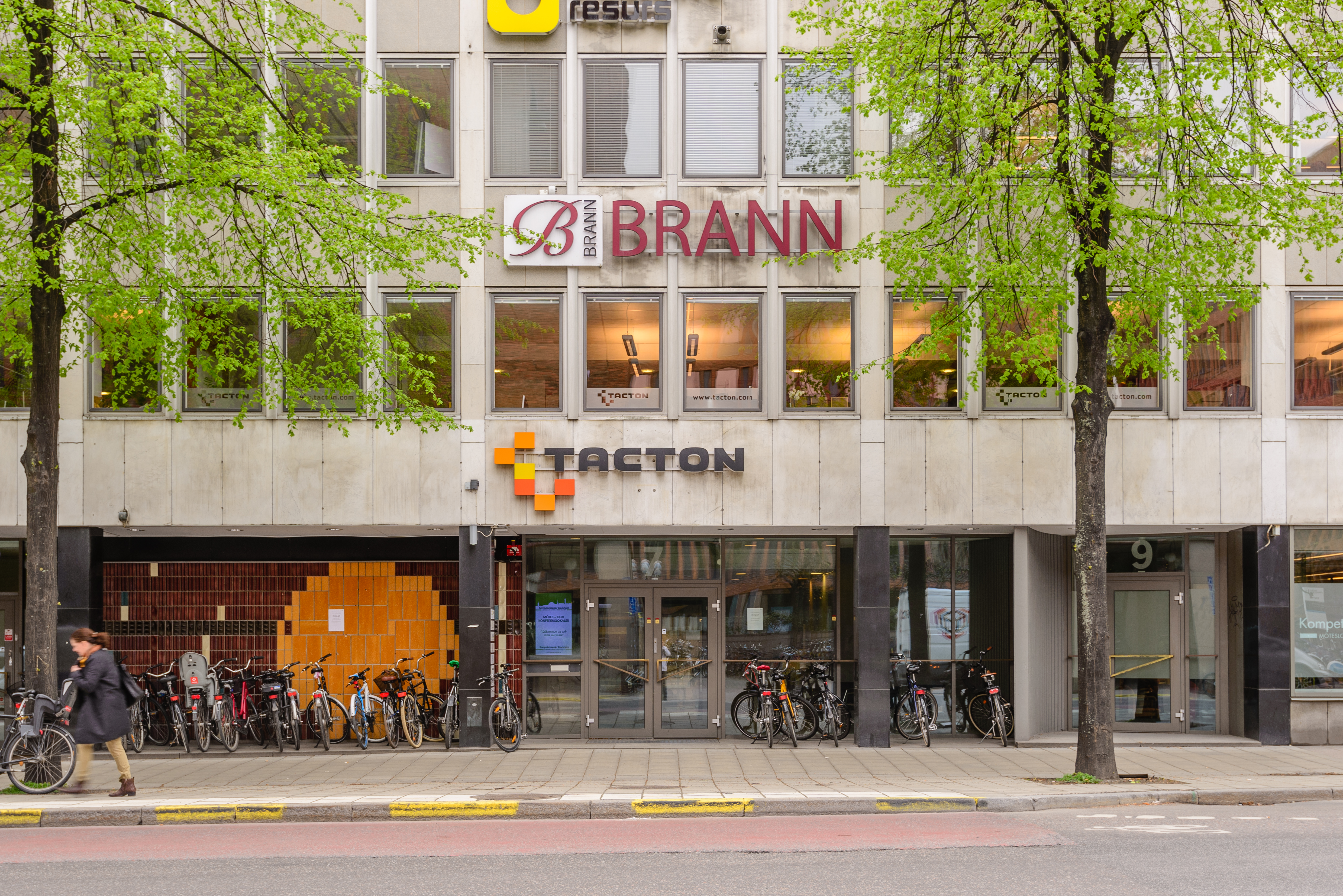
Härolden 44 vid Fleminggatan
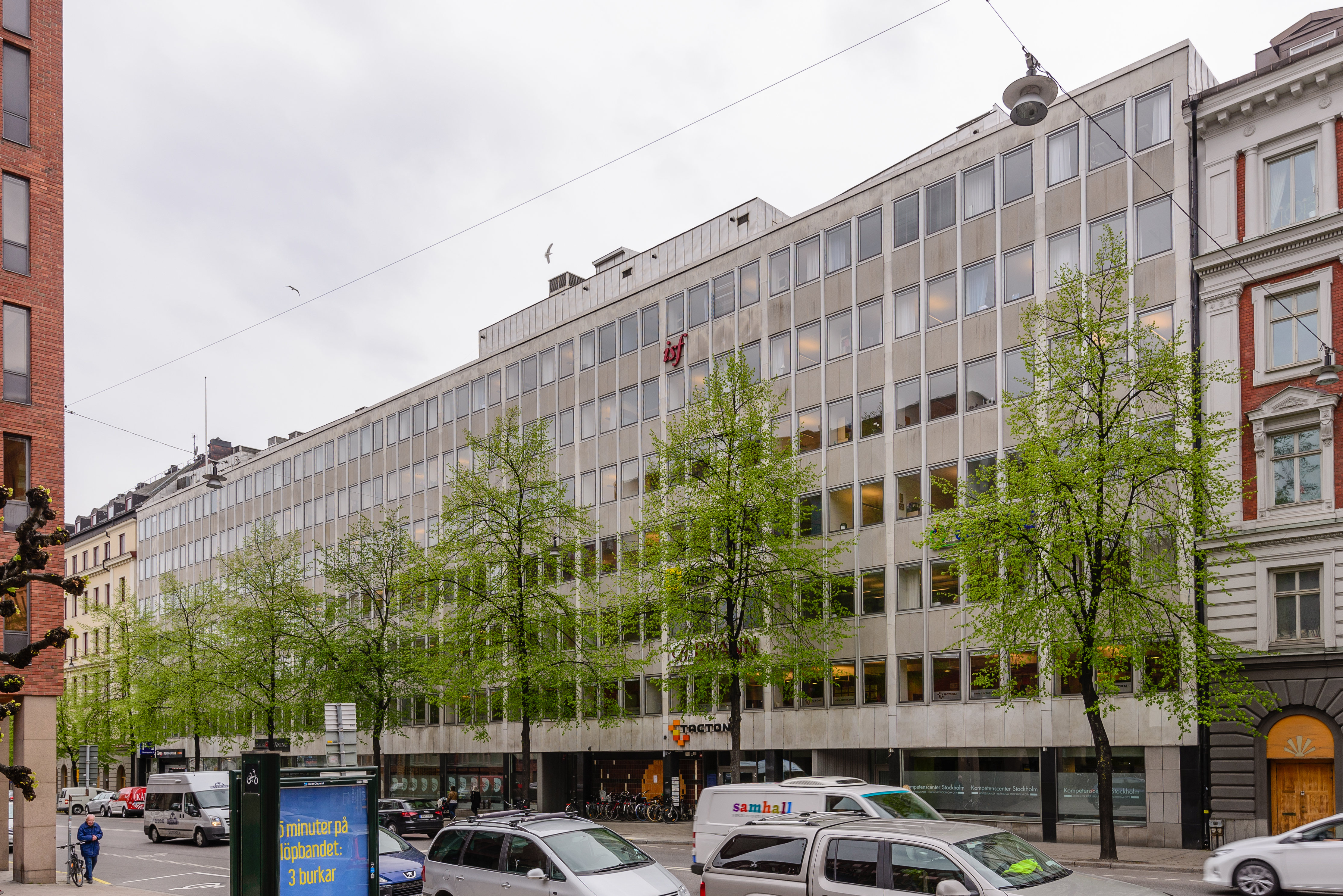
Härolden 44 vid Fleminggatan
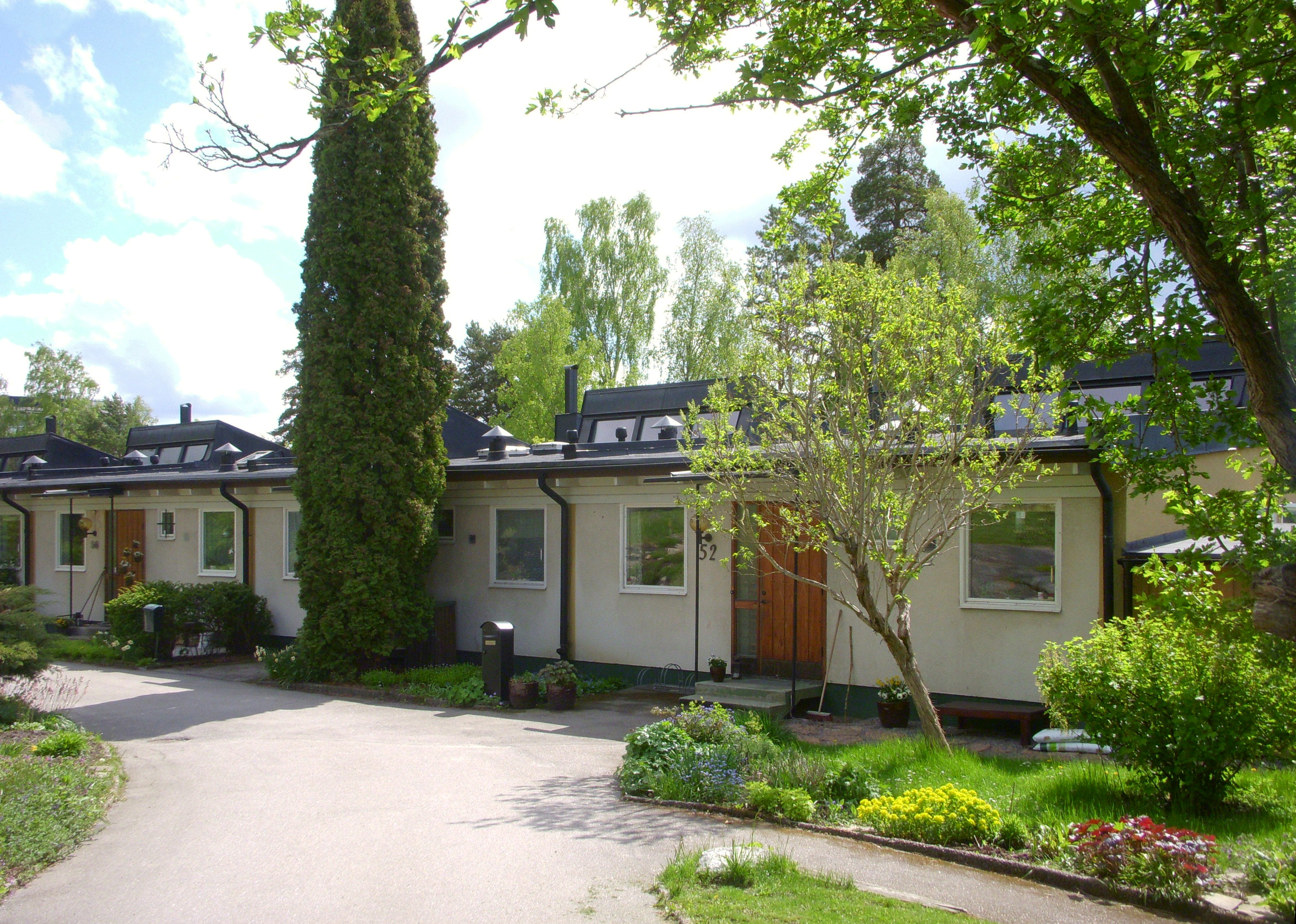
Radiohusen, Hässelby strand

## Övriga arbeten i urval
- Egen villa vid Styrmansgatan 6 i Skillinge
- Kedjehus vid Seymours väg i Skillinge (1974)
- Radhus i kvarteret Traviata i Kälvesta (1970-tal)
- Radiohusen, radhusområde vid Måbärsstigen i Hässelby villastad  (1958)
- Kvarteret Toppsockret ”Kringlan” vid Lingvägen Hökarängen (1962-1966)
- Härolden 44 vid Fleminggatan kontorshus för Ångpanneföreningen (1964).
- Villa, Riksdalervägen Järfälla (1964)
- Kvarteret Ljuskronan och Ljussaxen i Gröndal (1958 och 1972)